# Nitruro di gallio
Il nitruro di gallio (GaN) è il composto binario covalente formato dal gallio con l'azoto. Fu ottenuto per la prima volta nel 1932 dalla reazione del gallio metallico con l'ammoniaca a 1000 °C. È un composto non molecolare avente formula minima GaN, dove sia il gallio che l'azoto sono entrambi tetracoordinati e tetraedrici. Il nitruro di gallio è un tipico semiconduttore del tipo III-V. È un materiale molto duro avente la struttura della wurtzite. L'ampiezza del suo band gap lo rende utile in speciali applicazioni di optoelettronica, anche in dispositivi di potenza o di alta frequenza, impiegato in diodi LED blu e che in particolare rende possibili i laser nel violetto (405 nm) senza dover ricorrere al raddoppiamento di frequenza che sfrutta ottiche non lineari.

## Caratteristiche
È un semiconduttore che cristallizza nel sistema esagonale in una struttura del tipo della wurtzite. In particolari condizioni è possibile però crescere epitassialmente GaN su un substrato con reticolo cristallino a zincoblenda, e ciò permette al GaN di assumere anche quest'ultima forma.
Diversamente da tutti i semiconduttori del gruppo III-V a larga energia di gap, il GaN ha una banda proibita diretta, che lo rende utilizzabile per la realizzazione di laser blu e LED. In questo materiale, l'energia di legame degli eccitoni, misurata sperimentalmente, varia tra i 18 ed i 28 meV. Il fondo della banda di conduzione è ben approssimato da una relazione di dispersione parabolica, il fondo delle valli adiacenti si trova invece ad energie maggiori di almeno 2 eV.
Il GaN cristallizzato come wurtzite ha un energy gap diretto pari a 3,47 eV alla temperatura di 0 K.
Per descrivere la struttura a bande del GaN sotto deformazione (strain), sono necessari sei potenziali di deformazione, più il tensore di strain ed il potenziale di deformazione idrostatica totale. G. B. Ren, Y. M. Liu e P. Blood hanno proposto un insieme di parametri che modellano correttamente il calcolo della struttura a bande; per quanto riguarda invece il calcolo delle costanti elastiche la teoria si allinea ai risultati di A. Polian, M. Grimsditch e I. Grzegory; i coefficienti piezoelettrici utilizzati di norma sono invece calcolati da una media tra i lavori sperimentali di Bykhovki, Lueng e Shimada e quelli teorici di Bernardini e Fiorentini.

## Utilizzi
I transistor GaN possono lavorare a temperature e tensioni molto più elevate rispetto ai transistor arseniuro di gallio (GaAs), rendendoli ideali per realizzare amplificatori di potenza nelle frequenze del microonde.
Si sta sperimentando anche l'uso di GaN nelle apparecchiature per produrre radiazioni al THz.
Grazie all'elevata densità di potenza e alta tensione di rottura del dielettrico GaN sta emergendo come candidato per l'elettronica delle celle 5G.
A partire dai primi anni del 2020, i transistor di potenza GaN stanno prendendo piede come componenti di scelta negli alimentatori per l'elettronica, per la conversione della corrente alternata di distribuzione alla bassa tensione in corrente continua.